# 이종재
이종재(李宗宰, 1944년 2월 18일 ~ )는 서울대학교 교육학과 명예교수이다. 한국교육개발원 원장을 지냈다.
서울대학교 교육학과를 졸업하고, 동 대학원 교육학과에서 교육행정전공 석사과정을 수료하였으며, 미국 플로리다 주립 대학교에서 박사학위를 취득하였다. 서울대학교 교육학과 교수로 재직 하다 2009년 정년퇴임하였다.
주요저서로는 “교사론”, “한국 교육의 발전 전략과 새로운 과제”, “Education in the Public of Korea: Approaches, Achievement, and Current Challenges in An African Exploration of the East Asian Education Experience” 등이 있다.